# Mohamed Daf
Mohamed Daf (10 maart 1994) is een Senegalees voetballer die als middenvelder speelt.

## Carrière
Mohamed Daf komt uit de jeugdacademie van RSC Anderlecht. In februari 2013 maakte hij indruk op het jeugdtoernooi van Viareggio. In de finale haalde hij het met Anderlecht van AC Milan. Milan toonde hierop interesse in de Senegalees, maar Daf verhuisde in juni 2013 naar Sporting Charleroi. In het seizoen 2015/16 kwam hij wegens gebrek aan speeltijd op huurbasis uit voor White Star Brussel waarmee hij kampioen werd in de tweede klasse.
Daf trok in 2016 naar Boavista FC. In de winter van 2017 verhuurde de club hem aan GD Gafanha, een club uit de Portugese derde klasse. Na een korte terugkeer naar Senegal tekende hij in 2018 bij het Turkse Altay Izmir.

## Statistieken
| Seizoen | Club                 | Land              | Competitie                      | Duels | Doelp. |
| ------- | -------------------- | ----------------- | ------------------------------- | ----- | ------ |
| 2013/14 | Sporting Charleroi   | Vlag van België   | Jupiler Pro League              | 19    | 2      |
| 2014/15 | Sporting Charleroi   | Vlag van België   | Jupiler Pro League              | 1     | 0      |
| 2015/16 | Sporting Charleroi   | Vlag van België   | Jupiler Pro League              | 0     | 0      |
| 2015/16 | → White Star Brussel | Vlag van België   | Proximus League                 | 15    | 2      |
| 2016/17 | Boavista FC          | Vlag van Portugal | Primeira Liga                   | 0     | 0      |
| 2016/17 | → GD Gafanha         | Vlag van Portugal | Campeonato Nacional de Seniores | 3     | 0      |
| Totaal  | Totaal               | Totaal            | Totaal                          | 38    | 4      |